# سياة ورود (مقاطعة فومن)
سياة ورود (بالفارسية: سیاه ورود) هي قرية تقع في غيلان في إيران. يقدر عدد سكانها بـ 478 نسمة بحسب إحصاء 2016.